# Jim Saxton

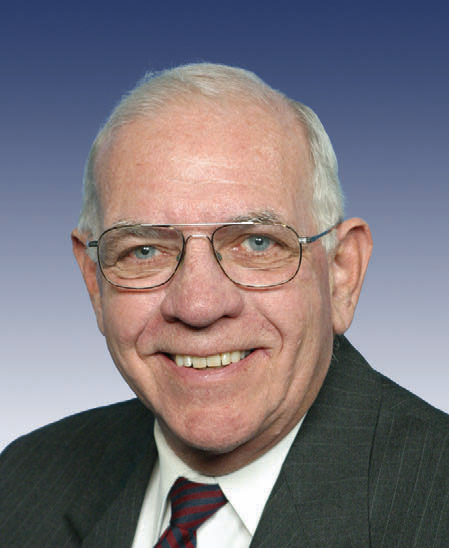
Jim Saxton

Hugh James "Jim" Saxton, född 22 januari 1943 i Wyoming County, Pennsylvania, är en amerikansk republikansk politiker. Han var ledamot av USA:s representanthus 1984-2009.
Saxton gick i skola i Lackawanna Trail High School i Factoryville. Han avlade 1965 sin grundexamen vid East Stroudsburg State College. Han studerade sedan vidare vid Temple University i Philadelphia. Han flyttade därefter till New Jersey och arbetade som lärare.
Kongressledamoten Edwin B. Forsythe avled 1984 i ämbetet. Saxton vann fyllnadsvalet för att efterträda Forsythe i representanthuset. Han omvaldes tolv gånger. Han kandiderade inte till omval i kongressvalet i USA 2008. Saxton efterträddes som kongressledamot av demokraten John Adler.